# Opheodrys aestivus aestivus
La culebra verde áspera norteña (Opheodrys aestivus aestivus) es una serpiente no venenosa de la familia Colubridae que habita el sureste de los Estados Unidos exceptuando Florida. 
Puede medir entre 1,50 y 1,70 metros, es de actividad diurna y la hembra pone entre 3 y 13 huevos alargados.
Es verde y con el vientre de color crema,a diferencia de la otra subespecie, que se llama culebra verde áspera de Florida (Opheodrys aestivus carinatus) y que tiene el vientre de color verde, al igual que el lomo. Esta culebra es arborícola, una de las razones por las que es de color verde, y se alimenta de artrópodos como saltamontes y escarabajos y son muy bonitas
- Opheodrys aestivus en Commons.
- Wikispecies tiene un artículo sobre Opheodrys aestivus aestivus.

- Datos: Q21400763
- Especies: Opheodrys aestivus aestivus